# Lynn Redgrave
Lynn Rachel Redgrave, OBE, född 8 mars 1943 i Marylebone, London, död 2 maj 2010 i Kent, Connecticut, var en brittisk skådespelare.

## Biografi
Lynn Redgrave var medlem av teaterfamiljen Redgrave; hon var dotter till den brittiske skådespelaren Sir Michael Redgrave och skådespelerskan Rachel Kempson, och syster till Vanessa Redgrave och Corin Redgrave.
Redgrave studerade vid Central School of Music and Drama i London, och gjorde sin scendebut 1962. Filmdebut 1963. Redgraves stora genombrott kom 1966 genom filmen Georgy Girl, där hon gjorde en både rörande och rolig rolltolkning av en ”ful ankunge”. Hon vann New York Film Critic's Award för denna roll.
Lynn Redgrave medverkade sedan i såväl brittiska som amerikanska filmer. På 1970-talet blev hon populär i en talkshow för tv-bolaget NBC, Not For Women Only. Hon medverkade i olika avsnitt i många tv-serier, såsom Kärlek ombord och Mord och inga visor. På senare år vann hon stora framgångar på amerikansk scen.
År 2001 belönades Redgrave av den brittiska drottningen genom att tas upp i Brittiska Imperieordens officersklass (OBE). 
Lynn Redgrave avled 2010 av bröstcancer.

## Filmografi i urval
- 1963 – Tom Jones!
- 1966 – Georgy - en ploygirl
- 1966 – Spionen måste dö
- 1972 – Every Little Crook and Nanny
- 1972 – Allt du skulle vilja veta om sex, men varit för skraj att fråga om
- 1976 – Bussen som blev galen
- 1996 – Shine
- 2000 – Det näst bästa
- 2003 – Peter Pan
- 2005 – Den ryska grevinnan
- 2007 – The Jane Austen Book Club

## Teater

### Roller
| År   | Roll                | Produktion                        | Regi              | Teater                                 |
| ---- | ------------------- | --------------------------------- | ----------------- | -------------------------------------- |
| 1985 | Hon. Mrs. W. Tatham | Aren't We All? Frederick Lonsdale | Clifford Williams | Brooks Atkinson Theatre, New York, USA |